# Haplophyllum popovii
Haplophyllum popovii är en vinruteväxtart som beskrevs av Evgenii Petrovich Korovin. Haplophyllum popovii ingår i släktet Haplophyllum och familjen vinruteväxter. Inga underarter finns listade i Catalogue of Life.